# Upplands runinskrifter 366
Upplands runinskrifter 366 är ett försvunnet vikingatida runstensfragment som funnits i Gådersta, Skepptuna socken och Sigtuna kommun. Johannes Haquini Rhezelius (1601-1666) är den enda som rapporterat om stenen, vilket innebär att den varit försvunnen sedan länge.

## Inskriften
Translitterering av runraden:
[... uaʀ · tauþr × i austr·uih- ...]
Normalisering till runsvenska:
... vaʀ dauðr i austrveg[i] ...
Översättning till nusvenska:
... blev död i österväg ...